# Caraguatatuba
Caraguatatuba város Brazíliában, São Paulo államban. Lakosainak száma 134 873 fő (2022). Caraguatatuba São Sebastião, São Paulo, Ilhabela, Natividade da Serra, Paraibuna, Salesópolis és Ubatuba községekkel határos.

## Népesség
A település népességének változása:
| Lakosok száma | 78 921 | 100 840 | 113 317 | 125 194 | 134 873 |
|               | 2000   | 2010    | 2015    | 2021    | 2022    |